# Trytony (mitologia)
Trytony (lm gr. Τρίτωνες Trítōnes, łac. Tritones, lp gr. Τρίτων Trítōn, łac. Triton) – w mitologii greckiej i rzymskiej pół ludzie, pół ryby.
Górna część ich ciała (tułów, głowa, ręce) jest podobna do ciała człowieka (tak jak centaurów i ichtiocentaurów), zaś dolna ma kształt ryby (tak jak ichtiocentaurów i hippokampów; przeważnie mają rybie ogony skręcone spiralnie).
Prawdopodobnie uchodziły za potomstwo boga Trytona lub boga Posejdona. Były morskimi odpowiednikami satyrów, zamieszkujących ląd. Wraz z ichtiocentaurami, Trytonem, Nereidami, hippokampami tworzyły orszak Posejdona (Neptuna) i Amfitryty.
W sztuce przedstawiane są zwykle jako istoty dmące w wielkie muszle.